# Marull
Marull es una localidad del departamento San Justo, provincia de Córdoba, Argentina. Cuenta con 2010 habitantes (Indec, 2022).
A las costas del Mar de Ansenuza  llegaron a principios del siglo XX inmigrantes laboriosos -principalmente desde Italia y desde España-  que comenzaron a trabajar la tierra y a construir Marull, un bello pueblo que hoy continúa creciendo y brinda a quienes deseen visitarlo todas las bondades de la Mar Chiquita.

## Toponimia
La denominación Marull obedece al apellido de la familia fundadora de origen catalán, dueña de la estancia  denominada “Las Toscas y Plujunta”, quien ordena disponer un adecuado parcelamiento de una fracción de terreno adyacente a las vías del ferrocarril y al lugar donde se instaló la estación para destinarlo a la fundación de un pueblo, por lo que se designa oficialmente el año 1912 el de la fundación del pueblo de Marull festejándose todos los años el día 15 de agosto un nuevo aniversario, en coincidencia con la Asunción de la Virgen María, su patrona.

## Atractivos

#### La iglesia
Se levanta frente a la plaza. Su estilo tiene reminiscencias del gótico ojival, de arcada esbelta, armoniosas líneas y gallarda cúpula.
Fue donada por los descendientes de la familia Marull en memoria de su señora madre doña Manuela Pérez de Marull, y se construyó en el año 1930.

#### Balnearios
En la Laguna Mar Chiquita  funciona un balneario llamado  “Laguna del Plata” (30°55′11″S 62°51′43″O / -30.91972, -62.86194)  que es en realidad una bahía muy cerrada de Mar Chiquita próxima a la zona costera llamada Playa Grande (  30°54′07″S 62°48′51″O / -30.90194, -62.81417 )  que en la época estival convoca a miles de visitantes.  El río Segundo (o Xanaes), distante escasos km de la población,  regala a su paso un hermoso balneario

#### Cooperativa Eléctrica
La primera usina funcionó a partir de un permiso concedido por el gobierno de la provincia, el 8 de agosto de 1922, en un aserradero propiedad de Tomás Bresso.
Pero por razones que se desconocen pasó a propiedad de Marcos Depetris, quien distribuía la corriente para uso familiar, industrial y de alumbrado público.
Sin precisiones de fechas, más recientemente se cuenta que herederos de Mariano Marull junto con un ingeniero, José Palacios, instalaron una usina, en el lugar en que en la actualidad se encuentra emplazada, con mayor capacidad para generar energía, de manera más eficiente.
Sin embargo la creciente demanda de la pequeña industria, el comercio, el crecimiento demográfico y la extensión de las áreas de alumbrado, hicieron que la planta, por su escasa capacidad y antigüedad, resultara ineficaz, tornándose indispensable un mejor y más económico servicio; para lo cual un grupo de vecinos de la localidad, conocedores de los beneficios del cooperativismo, decidieron adquirir la planta e introducir mejoras.
De esta manera, el 4 de mayo de 1948 quedó constituida la Cooperativa de Luz y Fuerza de Marull, cuyo primer Consejo de Administración estuvo presidido por Serafín Perren.
A partir de este hito, fue constante la preocupación de la entidad no solo por mejorar el servicio de electricidad a la población con sistema preensamblado, sino a la zona rural con más de 100 km de tendido.
En la actualidad, mediante un convenio comercial conjuntamente con “Santa Lucía” Asociación Mutual, se prestan servicios sociales e integral de sepelio, Enfermería Primeros Auxilios y, como servicio fundamental, la televisión por cable.
Un objetivo logrado por la E.S.P.V.O. y C. “Marull” Coop. Ltda. fue la inauguración de un plan de 10 viviendas en la localidad.

#### Museo Municipal
La ubicación del museo es de privilegio, ya que está a metros de la ruta 17 y posee señalética en la ruta, aprobada por Vialidad de la provincia.
Un cartel a 1 km de distancia entre Marull y Balnearia; otro cartel a 1 km de distancia entre Marull y La Para.
Tipo: Museo Histórico.
Horarios de atención: miércoles, jueves y viernes de 9 a 12. Sábados y domingos de 17 a 20  (otoño, invierno) y de 18 a 21 (primavera, verano)
La entrada es libre y gratuita.
El museo comienza a funcionar el 13 de agosto de 2005. Con la comisión pro museo se trabaja desde junio de 2004 para poder abrir esta institución, realizando muestras de fotografías y de instrumentos musicales por ejemplo.
Se consigue de un museo privado (La Lámpara de Aladino) que perteneció al Sr. Aladino Scolari un número importante de objetos para exponer en el nuevo museo.
Cuenta con 5 salas de exposición: Los Orígenes, Plujunta, Los Pioneros, La Familia, y Los Comercios; sala de ingreso (cuenta con gigantografías de imágenes satelitales de la región y del pueblo), depósito, laboratorio y sanitarios.
Posee más de 800 piezas inventariadas, que reflejan la historia local de Marull de los siglos XVIII, XIX, XX. Además recibe continuamente objetos en forma de préstamo o donación.
Contiene un archivo digital de 1000 fotos de familias representativas del pueblo, y una biblioteca. Este lugar además brinda servicio de información al turista sobre recorridos que se pueden realizar en la zona.
El grupo de trabajo del museo ha realizado 6 publicaciones (se venden) que recuperan la historia local a través de reportajes de transmisión de la memoria oral y búsqueda de datos en archivos.
Marull cuenta con el Libro que pertenece a la colección de Historias Populares Cordobesas, denominado: Marull "Historias de Vocación y Trabajo".
Propuesta: este museo es innovador en el diseño y montaje, lo que lo hace resaltar entre los de la zona.
Recibe desde su apertura una visita de más de 3000 personas, que asisten al mismo en los horarios de atención o en muestras alusivas que se realizan en otros horarios.
Los visitantes además de los locales provienen de muchas provincias del país, como así también del exterior.
La institución cuenta con un grupo de amigos que colabora constantemente con las necesidades de la misma.

## Geografía
Hace poco menos de noventa años, el lugar donde ahora se levanta la localidad de Marull, era una llanura. Los inmigrantes, catalanes en su mayoría, desmontaron y labraron estas tierras transformándolas en fuente de riqueza y producción, obra que se sigue cumpliendo con la misma devoción en el quehacer diario.
La localidad de Marull está ubicada en el departamento San Justo, en el extremo noreste de la provincia de Córdoba y a 16 km de la costa sur de la laguna Mar Chiquita; a 167 km de la ciudad de Córdoba  y a 122 km de la ciudad de San Francisco.
Cuenta con 2.000 habitantes, censo año 1991.
La altura con respecto al nivel del mar es de 87,5 m s. n. m.

## Parroquias de la Iglesia católica en Marull
| Diócesis  | San Francisco                 |
| --------- | ----------------------------- |
| Parroquia | Nuestra Señora de la Asunción |